# ۴-هیدروکسی-تمپو
۴-هیدروکسی-تمپو (به انگلیسی: 4-Hydroxy-TEMPO) با فرمول شیمیایی C۹H۱۸NO۲ یک ترکیب شیمیایی با شناسه پاب‌کم ۱۳۷۹۹۴ است. که جرم مولی آن 172.24 g/mol می‌باشد. شکل ظاهری این ترکیب، بلورهای نارنجی است.